# Chuanshan
Chuanshan är ett stadsdistrikt och säte för stadsfullmäktige i Suining i Sichuan-provinsen i sydvästra Kina.